# Polônia nos Jogos Olímpicos de Inverno de 1924
A  Polônia competiu nos Jogos Olímpicos de Inverno de 1924, em Chamonix, na França.